# Экономика Финляндии
Финляндия — одна из экономически развитых стран Европейского союза, входящих в еврозону.
Долгое время преимуществами Финляндии остаются политическая стабильность, открытость экономики, высокоразвитая инфраструктура и надёжность телекоммуникаций, а также высокий уровень взаимодействия между предприятиями, научно-техническими центрами и университетами. Кроме того, в обеспечении конкурентоспособности Финляндии важны такие факторы, как быстрота в освоении новых технологий, высокий образовательный уровень населения, благоприятный для бизнеса деловой климат.

## Общая характеристика
Основные сектора финской экономики: лесной, информационный и телекоммуникационный, металлургический, энергетический, бизнес-услуг, здравоохранения, машиностроительный, пищевой, строительный.
Если в 1940-е — 1950-е годы на сельское и лесное хозяйство приходилось более четверти ВНП, то к 2000-м годам — около 3 %. Доминирующей стала сфера услуг, создающая более 60 % ВНП и увеличившая свою долю в ВНП соответственно почти в два раза. Доля промышленности росла вплоть до 1980-х годов, превысив 30 %, после чего её удельный вес несколько сократился и стабилизировался на уровне около 28 %
Слабыми чертами Финляндии в международной конкуренции являются относительно слабая диверсификация экономики (электроника и переработка целлюлозы), постепенный упадок этих двух отраслей за счёт растущей конкуренции со стороны российского рынка, уходящего от установившейся в советские времена[уточнить] модели экспорта сырья в Финляндию и импорта её готовой продукции, высокие налоги (до 36 % на доходы частных лиц и 29 % корпоративный налог) и государственный долг (59 % от объёма ВВП в 2014 году). В связи с обесцениванием российского рубля многие финские компании, испытывая затруднения со сбытом, начали инвестировать в производство в России.

### Роль государственного сектора
Государственные предприятия сыграли значительную роль в развитии Финляндии.
В 1990-е годы в стране ликвидировано несколько государственных предприятий: издательство, компьютерный центр, центр картографии, Финский институт общественного управления и другие; частично были приватизированы следующие компании: «Финланд Телеком» (Telecom Finland, бывшая Sonera, телесвязь), «Несте», (нефтепереработка и химия), «Кемира» (обрабатывающая промышленность), «Финнэйр» и «Финнлайнс» (транспортные перевозки), «Фортум» (энергетика), «Оутокумпу» (обрабатывающая промышленность), «Раутаруукки» (металлургия и металлообработка), «Сампо» и «Спонда» (финансовые услуги и торговля недвижимостью), «Стура Энсо» (лесная, деревообрабатывающая и целлюлозно-бумажная промышленность), «Валмет» (машиностроение). В частные руки перешел общественный транспорт Хельсинки.
В 1990—2000 гг. доходы от приватизации составили 11 млрд долларов.

### Рейтинги
Финляндия — страна с высоким уровнем конкурентоспособности. В течение последних лет Финляндия четыре раза занимала первое место в рейтинге мировой конкурентоспособности Всемирного экономического форума. В 2005 году она сохранила за собой первое место в этом рейтинге среди 117 стран мира, в 2006 году уступив только Швейцарии.
В 2012—2014 гг. рейтинговые агентства Standard & Poor’s, Moody’s и Fitch Ratings на основании ежегодного инспектирования ряда крупных компаний и государственных структур, присваивали Финляндии высший рейтинг по долгосрочным кредитам (AAA). Лишь в октябре 2014 года агентство Standard & Poor’s понизило рейтинг страны до AA+, обосновав решение слабыми перспективами роста национальной экономики.
По состоянию на 2008 год Финляндия занимала 8-е место в ЕС по соотношению ВВП на душу населения и покупательской способности жителей
По Индексу восприятия коррупции (ИВК), измеряемому неправительственной международной организацией Transparency International, в 2007 году Финляндия заняла второе место в мире с баллом 9,4 (при максимальном индексе 10), уступив только Дании.

### Макроэкономические показатели

Темпы роста реального ВВП

- Внешний долг Финляндии во время кризиса 1990-х достигал 67 % ВВП. В 2006 году он уменьшился до 59 миллиарда евро, или до 35 % нац дохода.
- Безработица в Финляндии падает с 2000 года. В 2007 году она составила 7,0 %. Самая маленькая безработица в регионе Хельсинки, около 5 %. Самая высокая в городе Пори, 13 %.
- Как и во всех северных странах, доля налогов в финском ВВП велика. В 2006 году она составила 44 %. За счёт высоких налогов финансируются социальные программы и нивелируется разница в доходах населения.

### ВВП
В 2019 ВВП ~270 млрд долл., ВВП по ППС составил 266 млрд долл.
В следующей таблице показаны основные экономические показатели за 1980—2018 гг.
| Год  | ВВП (ППС) (в млрд евро) | ВВП на душу населения (ППС) (в евро) | Рост ВВП (реальный) | Уровень инфляции (в процентах) | Безработица (в процентах) | Государственный долг (в процентах от ВВП) |
| ---- | ----------------------- | ------------------------------------ | ------------------- | ------------------------------ | ------------------------- | ----------------------------------------- |
| 1980 | 33,7                    | 7059                                 | ▲5,7 %              | ▲11,6 %                        | 5,3 %                     | 10,9 %                                    |
| 1981 | ▲38,1                   | ▲7957                                | ▲1,3 %              | ▲12,0 %                        | ▲5,7 %                    | ▲11,5 %                                   |
| 1982 | ▲42,8                   | ▲8901                                | ▲3,1 %              | ▼9,3 %                         | ▲6,1 %                    | ▲13,9 %                                   |
| 1983 | ▲47,8                   | ▲9870                                | ▲3,1 %              | ▼8,4 %                         | ▬6,1 %                    | ▲15,4 %                                   |
| 1984 | ▲54,5                   | ▲10 986                              | ▲3,2 %              | ▼7,0 %                         | ▼5,9 %                    | ▼15,2 %                                   |
| 1985 | ▲58,3                   | ▲11 910                              | ▲3,5 %              | ▼5,8 %                         | ▲6,0 %                    | ▲15,8 %                                   |
| 1986 | ▲62,7                   | ▲12 776                              | ▲2,7 %              | ▼2,9 %                         | ▲6,7 %                    | ▲16,4 %                                   |
| 1987 | ▲67,8                   | ▲13 755                              | ▲3,6 %              | ▲4,1 %                         | ▼4,9 %                    | ▲17,6 %                                   |
| 1988 | ▲76,8                   | ▲15 542                              | ▲5,2 %              | ▲5,1 %                         | ▼4,2 %                    | ▼16,5 %                                   |
| 1989 | ▲85,9                   | ▲17 344                              | ▲5,1 %              | ▲6,6 %                         | ▼3,1 %                    | ▼14,3 %                                   |
| 1990 | ▲91,0                   | ▲18 296                              | ▲0,7 %              | ▼5,0 %                         | ▲3,2 %                    | ▼13,8 %                                   |
| 1991 | ▼87,0                   | ▼17 398                              | ▼−5,9 %             | ▼4,5 %                         | ▲6,7 %                    | ▲21,8 %                                   |
| 1992 | ▼84,9                   | ▼16 873                              | ▼−3,3 %             | ▼3,3 %                         | ▲11,8 %                   | ▲39,3 %                                   |
| 1993 | ▲85,7                   | ▲16 963                              | ▼−0,7 %             | ▬3,3 %                         | ▲16,5 %                   | ▲54,1 %                                   |
| 1994 | ▲90,8                   | ▲17 875                              | ▲3,9 %              | ▼1,6 %                         | ▲16,7 %                   | ▲56,1 %                                   |
| 1995 | ▲98,6                   | ▲19 329                              | ▲4,2 %              | ▼0,4 %                         | ▼15,5 %                   | ▼55,1 %                                   |
| 1996 | ▲102,1                  | ▲19 946                              | ▲3,7 %              | ▲1,0 %                         | ▼14,6 %                   | ▲55,3 %                                   |
| 1997 | ▲110,7                  | ▲21 577                              | ▲6,3 %              | ▲1,2 %                         | ▼12,7 %                   | ▼52,2 %                                   |
| 1998 | ▲120,4                  | ▲23 387                              | ▲5,4 %              | ▲1,3 %                         | ▼11,5 %                   | ▼46,9 %                                   |
| 1999 | ▲126,9                  | ▲24 599                              | ▲4,4 %              | ▬1,3 %                         | ▼10,3 %                   | ▼44,0 %                                   |
| 2000 | ▲136,3                  | ▲26 349                              | ▲5,6 %              | ▲3,0 %                         | ▼9,9 %                    | ▼42,5 %                                   |
| 2001 | ▲144,4                  | ▲27 878                              | ▲2,6 %              | ▼2,7 %                         | ▼9,2 %                    | ▼40,9 %                                   |
| 2002 | ▲148,3                  | ▲28 545                              | ▲1,7 %              | ▼2,0 %                         | ▬9,2 %                    | ▼40,2 %                                   |
| 2003 | ▲151,6                  | ▲29 112                              | ▲2,0 %              | ▼1,3 %                         | ▼9,1 %                    | ▲42,7 %                                   |
| 2004 | ▲158,5                  | ▲30 361                              | ▲3,9 %              | ▼0,1 %                         | ▼8,9 %                    | ▼42,6 %                                   |
| 2005 | ▲164,4                  | ▲31 392                              | ▲2,8 %              | ▲0,8 %                         | ▼8,5 %                    | ▼39,9 %                                   |
| 2006 | ▲172,6                  | ▲32 844                              | ▲4,1 %              | ▲1,3 %                         | ▼7,8 %                    | ▼38,1 %                                   |
| 2007 | ▲186,6                  | ▲35 358                              | ▲5,2 %              | ▲1,6 %                         | ▼7,0 %                    | ▼34,0 %                                   |
| 2008 | ▲193,7                  | ▲36 545                              | ▲0,7 %              | ▲3,9 %                         | ▼6,4 %                    | ▼32,6 %                                   |
| 2009 | ▼181,0                  | ▼33 988                              | ▼−8,3 %             | ▼1,6 %                         | ▲8,3 %                    | ▲41,7 %                                   |
| 2010 | ▲187,1                  | ▲34 962                              | ▲3,0 %              | ▲1,8 %                         | ▲8,5 %                    | ▲47,1 %                                   |
| 2011 | ▲196,9                  | ▲36 625                              | ▲2,6 %              | ▲3,3 %                         | ▼7,8 %                    | ▲48,5 %                                   |
| 2012 | ▲199,8                  | ▲36 990                              | ▼−1,4 %             | ▼3,2 %                         | ▼7,7 %                    | ▲53,9 %                                   |
| 2013 | ▲203,3                  | ▲37 470                              | ▼−0,8 %             | ▼2,2 %                         | ▲8,2 %                    | ▲56,5 %                                   |
| 2014 | ▲205,5                  | ▲37 693                              | ▼−0,6 %             | ▼1,2 %                         | ▲8,7 %                    | ▲60,2 %                                   |
| 2015 | ▲209,6                  | ▲38 307                              | ▲0,1 %              | ▼0,2 %                         | ▲9,4 %                    | ▲63,6 %                                   |
| 2016 | ▲215,8                  | ▲39 322                              | ▲2,1 %              | ▲0,4 %                         | ▼8,8 %                    | ▼63,0 %                                   |
| 2017 | ▲224,3                  | ▲40 753                              | ▲3,0 %              | ▲0,8 %                         | ▼8,7 %                    | ▼61,4 %                                   |

## История
Ещё в 1860-х большая часть финского населения была занята в сельском хозяйстве. Индустриализация Финляндии, как и России, началась со строительства бумажных фабрик и прядильных мануфактур в конце XIX века
После провозглашения независимости, блокады со стороны Антанты и гражданской войны экономика была истощена. Молодое финское государство в 1920-е годы, как и Россия, было разорено гражданской войной, а после отсоединения Финляндии от России многие экономические, торговые и хозяйственные связи были разорваны.
В октябре 1927 года был принят закон о выкупе земель и выплате компенсаций землевладельцам. Были предоставлены долгосрочные кредиты крестьянам, имевшим земельные наделы, организованы кооперативы. Финляндия вступила в Скандинавский кооперативный союз.
После Второй мировой войны Финляндия потеряла часть экономически важных территорий с Выборгом. Кроме того она, как бывший союзник Германии, в течение 6 лет была вынуждена выплатить $300 млн репараций Советскому Союзу. В случае задержки за каждый месяц Финляндия облагалась штрафом в размере 5 % стоимости товаров. По требованию СССР были установлены квоты на машины, станки и готовые изделия: треть составляли лесопродукты, треть — транспорт, станки и машины и треть — суда и кабель. В СССР направлялась продукция финской промышленности: оборудование для целлюлозно-бумажных предприятий, новые суда, локомотивы, грузовые автомашины, подъёмные краны.
Соответствующие области в финской промышленности в послевоенные годы были объявлены приоритетными. В первую очередь было налажено производство локомотивов, судов, ледоколов, деревообрабатывающих машин и оборудования для целлюлозно-бумажной промышленности. Эти производства и стали фундаментом для последующего роста финской экономики. Развивая промышленные производства, Финляндия очень удачно сделала ставку на передовые технологии.
Финляндия — единственная страна, которая полностью вернула Советскому Союзу долги по репарациям. Несмотря на необходимость выплаты репараций, экономика постепенно налаживалась. Правительство оказало помощь (землёй и субсидиями) 450 тыс. переселенцам с территорий, переданных СССР.
В 1950-е годы вырос уровень безработицы; отмена государственных дотаций на продовольственные товары вызвала повышение цен, что привело в 1956 году к всеобщей забастовке и вспышкам насилия.
В 1966 году новое правительство ввело строгий контроль заработной платы и цен, чтобы обуздать рост инфляции и сбалансировать дефицит внешней торговли.
В 1970-е годы Финляндия стала пионером в области судостроения и строительства ледоколов, в деревообрабатывающей и целлюлозно-бумажной промышленности.
Подъём экономики Финляндии начался в 1970-х годах благодаря торговым соглашениям, заключённым в 1973 году с ЕС и СЭВ. В середине 1970-х годов рост нефтяных цен вызвал спад производства и рост безработицы.
По мнению ряда экономистов, быстрый рост экономики Финляндии в 1950-е — 1970-е годы был достигнут за счёт прямого государственного вмешательства, обеспечившего высокий темп роста инвестиций в основные отрасли промышленности и низкую ставку процента по кредитам.
В середине — конце 1980-х годов произошёл значительный рост финской экономики. Вследствие этого страна переориентировалась на западные страны. В 1985 году Финляндия стала полным членом Европейской ассоциации свободной торговли (ЕАСТ). После прихода к власти в 1987 году партии несоциалистической ориентации в Финляндии были снижены налоги на физических лиц и компании, она открыла свои рынки для иностранных инвестиций. Либерализация способствовала достижению почти полной занятости и вызвала подъём в строительстве.
В начале 1990-х Финляндия переживала глубокий кризис: ВВП в 1991 году снизился на 7 %, причём объём промышленного производства в том же году уменьшился на 9 %, частные вложения в основной капитал — на 23 %. Экономический кризис 1990-х, который Финляндия пережила после распада Советского Союза, финские источники сравнивают с послевоенной ситуацией в экономике. На Советский Союз в то время приходилось 20 % внешней торговли Финляндии и множество договоров о сотрудничестве в строительной и лесной промышленности, в машино- и судостроении. Во время кризиса 1990-х ВВП Финляндии упал на 13 %, безработица выросла с 3,5 % до 18 %, в строительной промышленности Финляндии в 1994 году безработица достигла пика — 36 %.. Вслед за экономическим в Финляндии разразился банковский и жилищный кризис. Цены на жильё, поднимавшиеся в 1980-е, в начале 1990-х годов рухнули за пару лет.
В 1992 году Финляндия обратилась с просьбой о приёме в ЕС. Финляндия стала членом ЕС и ВТО с 1 января 1995 года.
Во второй половине 1990-х начался бурный рост экономики. На протяжении семи лет, вплоть до 2000 года, ежегодный прирост ВВП составлял в среднем около 5 %. Причём его главной движущей силой был внутренний спрос и прежде всего частный сектор. Цены на жильё в стране росли вследствие низких процентных ставок и повышения доходов домашних хозяйств в сочетании с сохранявшимся высоким спросом на жилую недвижимость в крупнейших городах. Кроме того, быстро увеличивались объёмы розничной торговли и импорта товаров длительного пользования.
В 2000-е годы доля доходов от государственной собственности в общих доходах государства резко сократилась (общескандинавская тенденция): с 6,7 % в 2002 году до 3,1 % в 2006 году.
Из-за структурных изменений в мировой экономике реальный ВВП страны вступил в стадию долговременного сокращения летом 2011 года.

## Промышленность
Процесс индустриализации опирался на развитие металлургии, машиностроения, химии и энергетики. 
К концу 1990-х годов, по сравнению с началом 50-х, по добавленной стоимости доля машиностроения выросла с 25 до 36 %, доля нефтехимии увеличилась с 7 до 10 %, возросла также доля металлургии с 3 до 5 %, доля энергетики повысилась с 4 % до 9 %, улучшила свои позиции полиграфия с 3 % до 6 %, лесобумажная промышленность практически сохранила своё положение на уровне 20 % (но внутри неё уменьшилась доля деревообработки с 10 % до 5 %, а доля целлюлозно-бумажной промышленности возросла с 10 % до 15 %); 
при этом сократился удельный вес пищевой промышленности с 11 до 8 %, лёгкой промышленности с 17 до 2 %, промышленности стройматериалов с 5 до 3 %, горнодобывающей промышленности с 3 до 1 %.
К 2007 году на Финляндию приходилось 10 % мирового объёма экспорта лесной и целлюлозно-бумажной продукции, а по типографской бумаге её сегмент в мировом экспорте составил 20 %.
Добывающая промышленность: в 2024 году Финляндия стала первой страной в ЕС, добывающей уран.
Лесная
Лес — главное богатство Финляндии и у неё нет других природных ресурсов, поэтому говорят, что Финляндия и её экономика обязаны всем лесной промышленности.
Три главные финские лесоперерабатывающие компании — это UPM-Kymmene, Stora Enso и Metsä Group, которые входят в число крупнейших компаний лесопильной промышленности мира.
Кроме того, многие известные финские компании начинали с лесопереработки, в том числе и гордость финской экономики компания Nokia, которая начала свою деятельность в 1865 году с небольшого целлюлозного завода. Интересно, что Nokia продала свои целлюлозные предприятия только в начале 1990-х, когда решила сделать ставку на телекоммуникации.
Металлургическая и машиностроительная
Компания First Quantum Minerals получила разрешение на разработку самого крупного в Финляндии никелевого рудника Kevitsa в муниципалитете Соданкюля на востоке Лапландии. Рядом с Kevitsa горнодобывающая компания Anglo-American обнаружила более крупное рудное месторождение с высоким содержанием меди и никеля.
- Компания Rautaruukki — крупный производитель специальных сталей и строительных металлоконструкций.
- Компания Outokumpu — крупный производитель нержавеющих сталей.

Компания Sisu Auto производит грузовые автомобили и спецтехнику, в основном, военного назначения.
Компания Wärtsilä производит судовые двигатели различной мощности, винтовые механизмы, различные типы уплотнителей, контрольные системы и другое оборудование (широко поставлялись в СССР).
Компании Rannila (бренд перестал существовать в 2004 г.) и Wekman — известные производители металлочерепицы.
Компания Kone специализируется на производстве лифтов, эскалаторов, траволаторов и пассажирских подъёмников.
Компания Abloy — известный производитель замков, систем запирания и строительных скобяных изделий, а также разработчик изделий в области технологии электромеханических замков.
В Финляндии также расположены штаб-квартиры и производственные мощности крупнейших мировых производителей промышленного оборудования Outotec и Metso.
Химическая
На мировом рынке известна косметическая компания Lumene. Nokian Renkaat — крупный производитель шин в Скандинавии.
Электротехническая и ИТ
Nokia — финская транснациональная компания, один из мировых лидеров в области мобильных коммуникационных технологий, ведущий поставщик оборудования для мобильных, фиксированных, широкополосных и IP-сетей.
Пищевая
Пищевая промышленность страны:
Компания Valio — лидер молочного рынка Финляндии.
Более ста лет работает компания Fazer, известная прежде всего своим шоколадом.
Paulig Group — производитель кофе.
Пивоваренная компания Sinebrychoff работает с 1819 года,
также пиво и различные алкогольные и безалкогольные напитки производит компания Hartwall.
Промышленность сильно пострадала в результате ответных санкций, введённых Россией 6 августа 2014 года; так, Valio в августе 2018 была вынуждена остановить свои производственные линии, ориентированные на российский рынок.

## Энергетика
В соответствии с информацией Управления энергетической информации (США) (на декабрь 2015 г.) в Финляндии отсутствуют доказанные извлекаемые запасы природных энергоносителей.
Современное состояние энергетического хозяйства страны в достаточно полной мере характеризуется ее энергетической зависимостью (диаграмма) и данными топливно-энергетического баланса за 2019 год (таблица 1)

Энергетическая зависимость Финляндии, 1990-2019 гг., проценты

* Примечание. Энергетическая зависимость показывает, в какой степени экономика зависит от импорта для удовлетворения своих энергетических потребностей. Рассчитывается из отношения импорта-нетто (импорт минус экспорт) на сумму валового внутреннего потребления первичных энергоносителей   и бункерного топлива
Производство первичной энергии в 2019 г. - 19,3 млн. тонн нефтяного эквивалента (toe), в том числе возобновляемые источники энергии (ВИЭ) и биотопливо - 12,1 млн. toe или 62,8%, ядерная энергия - 5,7 млн. toe или 29,5%. Финляндия чистый импортер природного газа, торфа и продуктов из торфа и нетто-импортер других энергоносителей, включая электроэнергию. В структуре общей поставки энергоносителей преобладают ВИЭ и биотопливо - 36,6%. Далее, в порядке убывания: сырая нефть и нефтепродукты - 23,1%, ядерная энергия - 17,0%, природный газ -  6,4%, электроэнергия - 5,2%. Высока доля поставок торфа и продуктов из торфа - 4,1%.
| Таблица 1. Отдельные статьи ТЭБ Финляндии за 2019 г., тыс. тонн нефтяного эквивалента |                                |         |        |                |                                     |                 |           |                |
| Энергоносители                                                                        | Производство первичной энергии | Экспорт | Импорт | Общая поставка | Конечное энергетическое потребление | Промыш-ленность | Транспорт | Другие сектора |
| Электроэнергия                                                                        | --                             | 335     | 2058   | 1723           | 7021                                | 3344            | 74        | 3603           |
| Теплоэнергия                                                                          | 153                            | --      | --     | 153            | 3924                                | 1239            | --        | 2686           |
| Производные газов                                                                     | --                             | --      | --     | --             | 137                                 | 137             | --        | --             |
| Природный газ                                                                         | --                             | --      | 2140   | 2128           | 692                                 | 620             | 18        | 55             |
| Невозобновляемые отходы                                                               | 296                            | --      | --     | 296            | 49                                  | 49              | --        | --             |
| Ядерное тепло                                                                         | 5676                           | --      | --     | 5676           | --                                  | --              | --        | --             |
| Сырая нефть и нефтепродукты (без биотоплива)                                          | --                             | 9661    | 18099  | 7709           | 5760                                | 1008            | 3657      | 1094           |
| Сланец и битуминозный песок                                                           | --                             | --      | --     | --             | --                                  | --              | --        | --             |
| Торф и продукты из торфа                                                              | 1049                           | --      | 13     | 1353           | 210                                 | 155             | --        | 55             |
| Возобновляемые и биотопливо                                                           | 12096                          | 53      | 179    | 12222          | 6763                                | 4240            | 429       | 2095           |
| Твердое органическое топливо                                                          | --                             | 148     | 2260   | 2136           | 118                                 | 116             | --        | 2              |
| Всего                                                                                 | 19269                          | 10198   | 24750  | 33395          | 24674                               | 10908           | 4178      | 9588           |
| Доля электроэнергии                                                                   | --                             | 3,28%   | 8,32%  | 5,16%          | 28,46%                              | 30,66%          | 1,77%     | 37,58%         |

В конечном энергетическом потреблении на долю электроэнергии в 2019 г. пришлосьсмешаны электроэнергия и всякий "транспорт"[прояснить] 28,5 %, 
в промышленности - 30,7 %, 
на транспорте - 1,8 % и 
в других секторах - 37,6 %.

## Сфера услуг

### Туризм
В период рождественских праздников и Нового года (см. Новый год в Финляндии) столичный регион (Большой Хельсинки) привлекает в особенности туристов из России, которые останавливаются здесь дольше обычного и тратят больше денег, чем за другие приезды. 
Российские туристы, приезжающие как на горнолыжные курорты Финляндии (Пюхя, Тахко, Химос и другие), так и в столичный регион за развлечениями и покупками на своих автомобилях — составляют значительную долю, что ставило Россию в ранг второго региона (после соседней Швеции) для местных туристических услуг.
С марта 2014 года отмечен значительный спад (от 14 до 40 % в разных городах) посещаний Финляндии туристами из России. 
С начала 2017 года поток российских туристов в Финляндию увеличился, при снижении числа финнов посещающих Россию; в этом году число иностранных туристов в страну превысило 6 млн человек, самыми большими группами иностранцев оставались туристы из России, Швеции и Германии, выросло количество туристов из Китая. 
В период распространения COVID-19 (2020—2022) иностранный туризм был полностью остановлен.
Резкий спад потока туристов начиная с середины 2022 года, как результат ограничение транзита через Финляндию (в том числе закрытие границы с октября 2022 года) лишило также и граждан Финляндии свободы передвижения, а также стало проблемой для торговли.

## Финансовая система

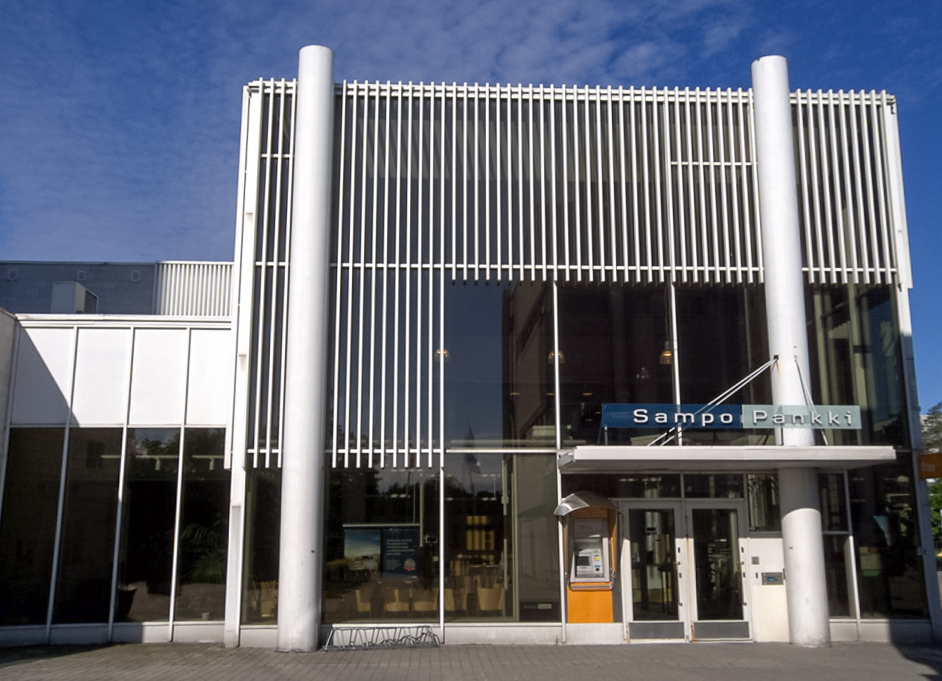
Здание банка Sampo в Тапиоле

В 2002 году основные статьи бюджетных доходов были: 
35,1 % — налоги на доходы и капитал, 
28,9 % — налог на добавленную стоимость, 
16,7 % — другие доходы, 
13,7 % — акцизы на табачные изделия, алкогольные напитки, топливо и др. 

Наиболее значительными бюджетными расходами являются: 
18,5 % — государственные субсидии домашним хозяйствам, 
18,8 % — обслуживание государственной задолженности, 
15,5 % — государственная помощь муниципалитетам, 
7,1 % — субсидии промышленности, 
9,8 % — инвестиции и прочее.
В 2016 году немецкий экономист Ханс-Вернер Зинн высказал предположение, что выход Финляндии из зоны евро и переход на национальную валюту был бы для страны менее болезненным, чем для ряда других стран, и мог бы значительно оживить экономику страны.

## Внешняя торговля
Внешнеторговый оборот Финляндии в первой половине 2006 года возрос по сравнению с тем же периодом 2005 года на 18 %. Этому способствовал высокий спрос на продукцию электроники, металлургии, целлюлозно-бумажной промышленности.
Товарооборот между Россией и Финляндией в 2007 году вырос на 30 % и составил 2,37 млрд долл. Действует Российско-Финляндская Межправительственная комиссия.
Министром внешней торговли и развития Финляндии с 19 апреля 2007 по 22 июня 2010 года являлся Пааво Вяюрюнен. С 22 июня 2011 года новым министром является Хейди Хаутала.
По данным таможенного комитета, в феврале 2012 года экспорт финской продукции составил 4,4 млрд евро, а импорт — 5 млрд евро в связи с чем торговый баланс был дефицитным на 600 млн евро.

## Трудовые ресурсы и занятость
см. Население Финляндии
Согласно данным американского исследовательского центра «Конференс Борд», в 2006 году Финляндия заняла первое место в мире по росту производительности труда.

## Доходы населения
По состоянию на 2024 год средний размер оплаты труда в Финляндии составляет €4408 (брутто) и €3073 (нетто) в месяц.

## Крупные предприятия
Самой известной в мире финской компанией является Nokia, производитель телекоммуникационного оборудования.
- Neste — нефтяная компания.
- Sampo — банковская группа.
- Stockmann — сеть магазинов одежды.